# Critérium de Saint-Symphorien-sur-Coise
Le Critérium de Saint-Symphorien-sur-Coise est une course cycliste française disputée en semi-nocturne à Saint-Symphorien-sur-Coise, dans le département du Rhône. Créée en 1962, elle est organisée au mois d'août par le CR4C Roanne.
Des cyclistes réputés comme Roger Pingeon, Bernard Thévenet (vainqueur en 1969) ou Paul Gutty (vainqueur en 1967) ont participé au Grand Prix de Saint-Symphorien-sur-Coise par le passé. En déficit budgétaire, l'épreuve disparaît en 2017,. Elle refait son apparition en 2022. 

## Palmarès
| Année                                    | Vainqueur                                     | Deuxième                                      | Troisième                                     |
| ---------------------------------------- | --------------------------------------------- | --------------------------------------------- | --------------------------------------------- |
| Grand Prix de Saint-Symphorien-sur-Coise |                                               |                                               |                                               |
| 1962                                     | Alan Ramsbottom                               | Robert Coulomb                                | Georges Epalle                                |
| 1963                                     | Jean Dumont                                   | Pierre Scribante                              | Jean Selic                                    |
| 1964                                     | Francis Rigon                                 | René Pingeon                                  | Gérard Norce                                  |
| 1965                                     | Maurice Izier                                 | Francis Rigon                                 | Charles Rigon                                 |
| 1966                                     | Henri Chavy                                   | Paul Gutty                                    | Georges Ballandras                            |
| 1967                                     | Paul Gutty                                    | Francis Rigon                                 | Roger Perret                                  |
| 1968                                     | Charles Rigon                                 | Georges Ballandras                            | Daniel Abry                                   |
| 1969                                     | Bernard Thévenet                              | Guy Seyve                                     | Gérard Norce                                  |
| 1970                                     | Joël Bernard                                  | Ferdinand Julien                              | Alain Germain                                 |
| 1971                                     | Gérard Comby                                  | Robert Ducreux                                | Henri Chavy                                   |
| 1972                                     | Henri Berthillot                              | Alain Germain                                 | Robert Ducreux                                |
| 1973                                     | Antoine Gutierrez                             | Yves Bottazzi                                 | Jacky Ferrari                                 |
| 1974                                     | Yves Bottazzi                                 | Gérard Bertrand                               | Robert Jankowski                              |
| 1975                                     | Henri Chavy                                   | Charles Genthon                               | Gérard Bertrand                               |
| 1976                                     | Jacques Dumortier                             | Henri Chavy                                   | Joël Bernard                                  |
| 1977                                     | Joël Bernard                                  | Thierry Laffay                                | Dino Bertolo                                  |
| 1978                                     | Jean-Claude Dirx                              | Michel Charlier                               | Robert Ducreux                                |
| 1979                                     | José Rosa                                     | Jean-Claude Dirx                              | Jean-Claude Garde                             |
| 1980                                     | Jacques Desportes                             | Gilles Mas                                    | Gilles Bernard                                |
| 1981                                     | Pascal Trimaille                              | Gilles Guichard                               | Patrick Janin                                 |
| 1982                                     | Jean-Claude Garde                             | Denis Celle                                   | Patrick Janin                                 |
| 1983                                     | Patrick Janin                                 | Rémi Perciballi                               | Patrick Miège                                 |
| 1984                                     | Gilles Bernard                                | Patrick Monier                                | Jacques Desportes                             |
| 1985                                     | Pascal Trimaille                              | Alain Philibert                               | Gilles Faury                                  |
| 1986                                     | Dominique Molard                              | Yves Passot                                   | Christian Bouvier                             |
| 1987                                     | Dominique Celle                               | Gilles Guichard                               | Pascal Trimaille                              |
| 1988                                     | Éric Chanton                                  | Pascal Trimaille                              | Denis Celle                                   |
| 1989                                     | Sylvain Volatier                              | Jean-Paul Garde                               | Philippe Lepeurien                            |
| 1990                                     | Patrick Janin                                 | Cyril Sabatier                                | Daniel Gavoret                                |
| 1991                                     | Jean-Paul Garde                               | Henryk Charucki (pl)                          | Éric Larue                                    |
| 1992                                     | Jean-Paul Garde                               | Bruno Huger                                   | Jimmy Delbove                                 |
| 1993                                     | Jean-Paul Garde                               | Sébastien Médan                               | Éric Larue                                    |
| 1994                                     | Denis Jusseau                                 | Jacek Bodyk                                   | Marc Thévenin                                 |
| 1995                                     | Éric Larue                                    | Bruno Huger                                   | Jacek Bodyk                                   |
| 1996                                     | Raphaël Leca                                  | Pascal Galtier                                | Jean-Pierre Finé                              |
| 1997                                     | Marc Thévenin                                 | Franck Ramel                                  | Andrei Kivilev                                |
| 1998                                     | Hervé Arsac                                   | Benoît Luminet                                | Alain Saillour                                |
| 1999                                     | Marc Thévenin                                 | Cédric Célarier                               | Cyril Dessel                                  |
| 2000                                     | Benoît Luminet                                | Alain Saillour                                | Sébastien Bordes                              |
| 2001                                     | Stéphane Auroux                               | Pascal Peyramaure                             | Benoît Luminet                                |
| 2002                                     | Gaël Bouvet                                   | Dimitar Dimitrov                              | Ivan Terenine                                 |
| 2003                                     | Guillaume Lejeune                             | Andrew Jackson                                | Benoît Luminet                                |
| 2004                                     | Benoît Luminet                                | Carl Naibo                                    | Dimitar Dimitrov                              |
| 2005                                     | Maxim Gourov                                  | Cédric Jeanroch                               | Franck Champeymont                            |
| 2006                                     | Ruslan Sambris                                | Nicolas Dulac                                 | Paul Moucheraud                               |
| 2007                                     | Benoît Luminet                                | Rémi Cusin                                    | Jean-Christophe Péraud                        |
| 2008                                     | annulé pour refus d'autorisation préfectorale | annulé pour refus d'autorisation préfectorale | annulé pour refus d'autorisation préfectorale |
| 2009                                     | Christophe Goutille                           | Frédéric Finot                                | Damien Cigolotti                              |
| 2010                                     | Dmitry Samokhvalov                            | Yohan Cauquil                                 | Benoît Luminet                                |
| 2011,                                    | Cristóbal Olavarría                           | Sébastien Fournet-Fayard                      | Frédéric Brun                                 |
| 2012                                     | Thomas Girard                                 | Jérôme Mainard                                | Sébastien Reichenbach                         |
| 2013                                     | Thomas Girard                                 | Pierre Bonnet                                 | Jérôme Mainard                                |
| Critérium de Saint-Symphorien-sur-Coise  |                                               |                                               |                                               |
| 2014                                     | Corentin Rolland                              | David Rowlands                                | Mickaël Bérard                                |
| 2015                                     | Joris Vincent                                 | Patryk Krzywda                                | Dorian Godon                                  |
| 2016                                     | Cédric Ragnol                                 | Gert Kivistik                                 | Aléxandros Agrótis                            |
| 2017-2021                                | non disputé                                   | non disputé                                   | non disputé                                   |
| 2022                                     | Florian Molteni                               | Vincent Trescarte                             | Louis Varago                                  |
| 2023                                     | Simon Ruet                                    | Rémi Arsac                                    | Charly Merle                                  |
| 2024                                     | Rémi Arsac                                    | Nicolas Aulas                                 | Léo Belchi                                    |
| 2025                                     | Lancelot Chevignon                            | Baptiste Claudel                              | Léo Belchi                                    |